# MSC Napoli (schip, 1992)
De MSC Napoli was een containerschip dat in 1992 werd gebouwd door Samsung Heavy Industries als CGM Normandie voor Compagnie Générale Maritime. Het was het eerste Europese postpanamaxschip en was uitgerust met een Sulzer 10RTA84C-dieselmotor die het schip een vaart gaf van 24 knopen. Het had een capaciteit van 4427 TEU.
Op 18 januari 2007 kwam het in het Engelse Kanaal in de Europese storm Kyrill in de problemen, waarna de bemanning het schip verliet. Onder sleep werd het in de Lyme Bay aan de grond gezet, waar het gesloopt werd.

## Geschiedenis
Het voer op een dienst tussen Europa en het Verre Oosten. CGM trok zich terug uit deze dienst, waarop Nedlloyd als partner op deze dienst het in 1995 in charter nam als Nedlloyd Normandië. CMA CGM nam het in 2001 over als CMA CGM Normandie. Kort daarna liep het op het Helen Mar-rif bij Singapore. Wijsmuller loste containers om het schip vlot te kunnen trekken. Twee maanden was dit het geval en werd het schip voor reparatie naar de Khanh-Hoa-werf in Vietnam gesleept. Daar was 3000 ton staal nodig om de schade te repareren. In december 2001 raakte het schip beschadigd toen het in Jeddah tegen de kade stootte. In augustus 2002 liep het bij Jeddah aan de grond, maar hierbij was de schade beperkt.
In 2004 werd het schip gecharterd door de Mediterranean Shipping Company en kreeg het de naam MSC Napoli.

## De ramp

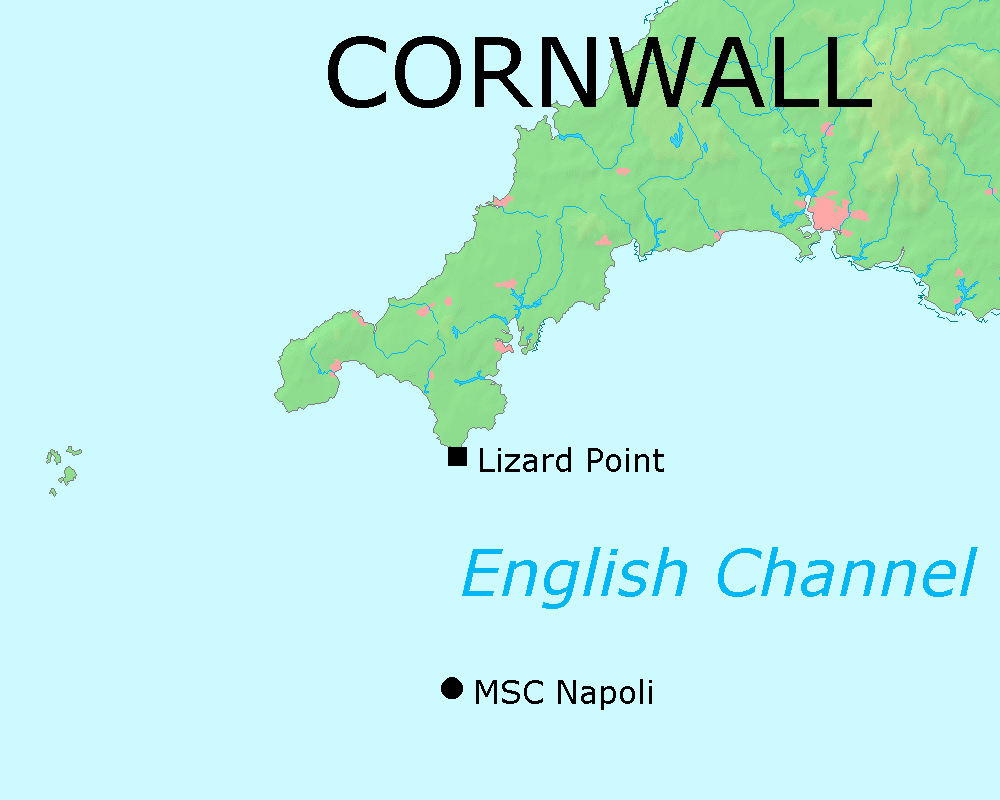
Kaart met Lizard Point

Op 18 januari 2007 was het schip onderweg van België naar Zuid-Afrika toen het in de Europese storm Kyrill terechtkwam. Toen het Lizard Point in Cornwall was gepasseerd, kwam het in zwaar weer en was het stevig aan het stampen. Rond 11 uur klonk er een luid gekraak en kort daarna kwam er een melding dat de machinekamer water aan het maken was. Vanaf de brug werden aan stuurboord- en bakboordzijde scheuren vastgesteld in de romp, vlak onder en voor de brug. De kapitein besliste dat de schade te ernstig was en dat de bemanning het schip moest verlaten. Hij stuurde om 11 uur 25 een noodsignaal uit. Het scheepspersoneel evacueerde via een reddingsboot aan de bakboordzijde en werd kort daarna gered door de helikopters van de Royal Navy (Fleet Air Arm).
Het verlaten schip werd daarna op sleep genomen richting Portland in Groot-Brittannië. Tijdens het slepen werd echter vastgesteld dat het schip te ernstig beschadigd was en met gevaar voor vervuiling werd er beslist om het schip te stranden bij Branscombe. Het gestrande schip trok al snel de aandacht van omwonenden, maar mensen kwamen ook van ver om uit de aangespoelde containers kostbare spullen te jutten. De containers bevatten diverse producten, van shampoo tot nieuwe BMW-motoren. De stormloop werd te groot waardoor op 23 januari het strand moest worden afgesloten door de politie.

## Het bergen van het scheepswrak
Op 22 januari werd gestart met het leegpompen van de brandstoftanks uit gevaar voor verontreiniging van het milieu. De operatie heeft een week geduurd door de viscositeit van de brandstof bij lage temperaturen, deze moest eerst verwarmd worden voor deze weggepompt kon worden.
Daarna werd begonnen met de ontruiming van het schip. Een gespecialiseerd team van 20 bergers van Smit Internationale heeft de operatie begeleid. De slagzij van het schip moest binnen nauwe marges blijven en zo werden de containers verwijderd. Ze werden via een kraanschip uit het wrak gehesen en daarna op een ponton gezet die de containers in kleine ladingen naar de haven van Portland bracht. Van de 41.773 ton lading die zich aan boord bevond was 1684 ton volgens de IMDG-code als gevaarlijk gelabeld. Voor zover mogelijk zijn deze containers als eerste uit het wrak gehaald.

## Berging van het scheepswrak
Op 9 juli 2007 heeft men getracht het schip opnieuw te laten varen. Echter heeft men zeer snel beslist om het schip toch terug te stranden door de grotere omvang van de scheuren in de scheepsromp dan voorheen verwacht. Na deze gefaalde poging heeft men beslist om het schip in twee delen te proberen splitsen met hulp van explosieven en sleepboten. Op deze manier zou de voorsteven weggesleept kunnen worden en zou de achtersteven kunnen zinken om later geborgen te worden. Op 17 juli heeft men de eerste explosieven afgestoken die de dekplaten succesvol hebben gescheurd. Later zijn nog een tweede maal dieper in het schip explosies uitgevoerd die uiteindelijk het schip op nog enkele dekplaten na vrijwel in twee braken. Een derde en laatste gecontroleerde explosie scheidde uiteindelijk voor- en achtersteven. 
In augustus werd de voorsteven naar de scheepswerf Harland and Wolff in Belfast gesleept. Hiervoor werd er een exclusion zone rond het scheepswrak gecreëerd voor de periode dat het schip verankerd lag in Belfast Lough. Op de scheepswerf werd het schip volledig gesloopt en gerecycleerd. 
De achtersteven heeft men uiteindelijk nog bijna een jaar laten liggen voordat werd gestart met de berging. Origineel wilde men dit deel ook verslepen naar een scheepswerf, maar men heeft beslist het schip ter plekke in stukken te zagen en zo uit het water te halen. Van mei 2008 tot juli 2009 werd het wrak gericht. Op 29 juli werd door het einde van de bergingsoperatie van het wrak afgeroepen. Met een uiteindelijk kostenplaatje van een grove 50 miljoen pond gaat het de geschiedenis in als een van de duurste scheepsbergingoperaties.

## Onderzoek en rapport
Er werd een onderzoek opgestart naar de oorzaken van dit incident, het onderzoek werd uitgevoerd door Marine Accident Investigation Branch. Maar ook het classificatiebureau Det Norske Veritas waaronder het schip viel, schreef een rapport over de ramp. De conclusie van het onderzoek was dat er meerdere oorzaken waren. Onder andere de onzekerheid over het actuele gewicht van de containers aan boord, wat een misvatting van afschuifkrachten en buigmomenten op het schip kan veroorzaken. Maar ook het effect van de golven op het schip is een factor die meespeelt, maar hiervan kon men de grootte niet inschatten zonder verder uitgebreid onderzoek, wat niet gebeurd is. De aangetaste zone lag ook buiten de vastgelegde zone waarop verplicht kniktesten moeten worden uitgevoerd en bijgevolg werden deze dus ook nooit uitgevoerd. De dwarsscheepse verstijving van het schip ter hoogte van de machinekamer was ook opvallend zwak. Het schip had een aanvaardbare snelheid, maar toch werd er besloten dat een vermindering in snelheid zeker zou bijgedragen hebben tot een vermindering van de schade aan de romp.
Op basis van al deze mogelijke oorzaken zijn aanbevelingen gedaan voor een eenduidiger beleid in verband met de structurele bouw en berekening van bepaalde krachten over het geheel. 